# 学校法人八洲学園
学校法人八洲学園（がっこうほうじんやしまがくえん）は、神奈川県横浜市西区に本部を置く学校法人である。

## 沿革
- 1948年（昭和23年） - 和田秀一によりヤシマ裁縫学院として開校（奈良県）[1]
- 1951年（昭和26年） - 学校法人八洲学園設立
- 1976年（昭和51年） - 傘下の玉造経理専門学校、鳳経理専門学校、天理経理専門学校、ヤシマ文化学園が専修学校の認可を受ける
- 1984年（昭和59年） - 学園理事長・和田秀一（社団法人全国経理学校協会元理事長）死去[2]

## 運営学校
- やしま学園高等専修学校 - 鳳経理専門学校の後身
- 八洲学園高等学校 - 通信制高校。1992年開校
- 八洲学園大学国際高等学校 - 日本初の合宿型通信制高校。2000年開校
- 八洲学園大学 - 日本初のeラーニング大学。2004年開校
- 福岡女子商業高等学校 (平成29年4月、那珂川町より移管[3])
- ESA音楽学院専門学校

### 過去の設置校
- 西日本柔道整復専門学校 ※平成28年3月31日閉校

## 本部所在地
- 神奈川県横浜市西区桜木町7-42

## 理事長
理事長の和田公人（1960-）は、奈良県天理市出身、立命館大学経営学部卒業後、協和銀行を経て、1984（昭和59）年八洲学園に勤務、1997年に八洲学園高等学校（通信制）の東京進出を担当し、2000年に八洲学園国際高等学校初代校長就任、2001（平成13）年に学園理事長に就任し、2003年には桜美林大学大学院で大学経営を学ぶ。運営学校の校長のほか、Web制作会社イノーヴインタラクティブ代表取締役はじめ、学校運営機構、東大ダイレクト、オンライン学習塾SOBAエデュケーション、eラーニング会社デジタル・ナレッジ・ユニバーシティ・ラーニング、などの役員を兼任する。